# Jacques Perret (Schriftsteller)
Jacques Perret (* 8. September 1901 in Trappes, Département Yvelines; † 10. Dezember 1992 in Paris) war ein französischer Schriftsteller und Drehbuchautor.

## Karriere
Jacques Perret veröffentlichte als Schriftsteller Romane, die später auch filmisch umgesetzt wurden. So erschien 1938 Ernest le rebelle, wofür Jean Manse das Drehbuch verfasste und 1962 Der Korporal in der Schlinge von Regisseur Jean Renoir, der gemeinsam mit Guy Lefranc das Drehbuch schrieb, veröffentlicht. Des Weiteren wurden die Literaturverfilmungen Le Machin (1973), Les Insulaires (1979) und Jean-Sans-Terre (1980) veröffentlicht, die auf seinen Werken basieren. Für seine künstlerischen Leistungen zu Der Hammel mit den fünf Beinen erhielt Perret bei der Oscarverleihung 1956 eine Nominierung in der Kategorie „Beste Originalgeschichte“. Er und seine Kollegen Jean Marsan, Raoul Ploquin, Henry Troyat und Henri Verneuil mussten sich der Konkurrenz geschlagen geben, da Daniel Fuchs für seine Leistung zu Tyrannische Liebe die Auszeichnung erhielt.

## Filmografie
- 1938: Ernest le rebelle
- 1954: Der Hammel mit den fünf Beinen (Le mouton à cinq pattes)
- 1962: Der Korporal in der Schlinge (Le caporal épinglé)
- 1973: Le machin (Fernsehfilm)
- 1979: Les insulaires (Fernsehfilm)
- 1980: Jean-Sans-Terre (Fernsehfilm)

## Werke (Auswahl)
- 1937: Ernest le rebelle
- 1949: Objets perdus
- 1951: La Bête Mahousse
- 1952: Le Caporal épinglé
- 1953: Bâtons dans les roues
- 1955: Le Machin
- 1959: Mein geliebtes Versailles (Versailles que j'aime)
- 1971: Des fortifications et artifices architecture et perspective